# Monasticon Gallicanum

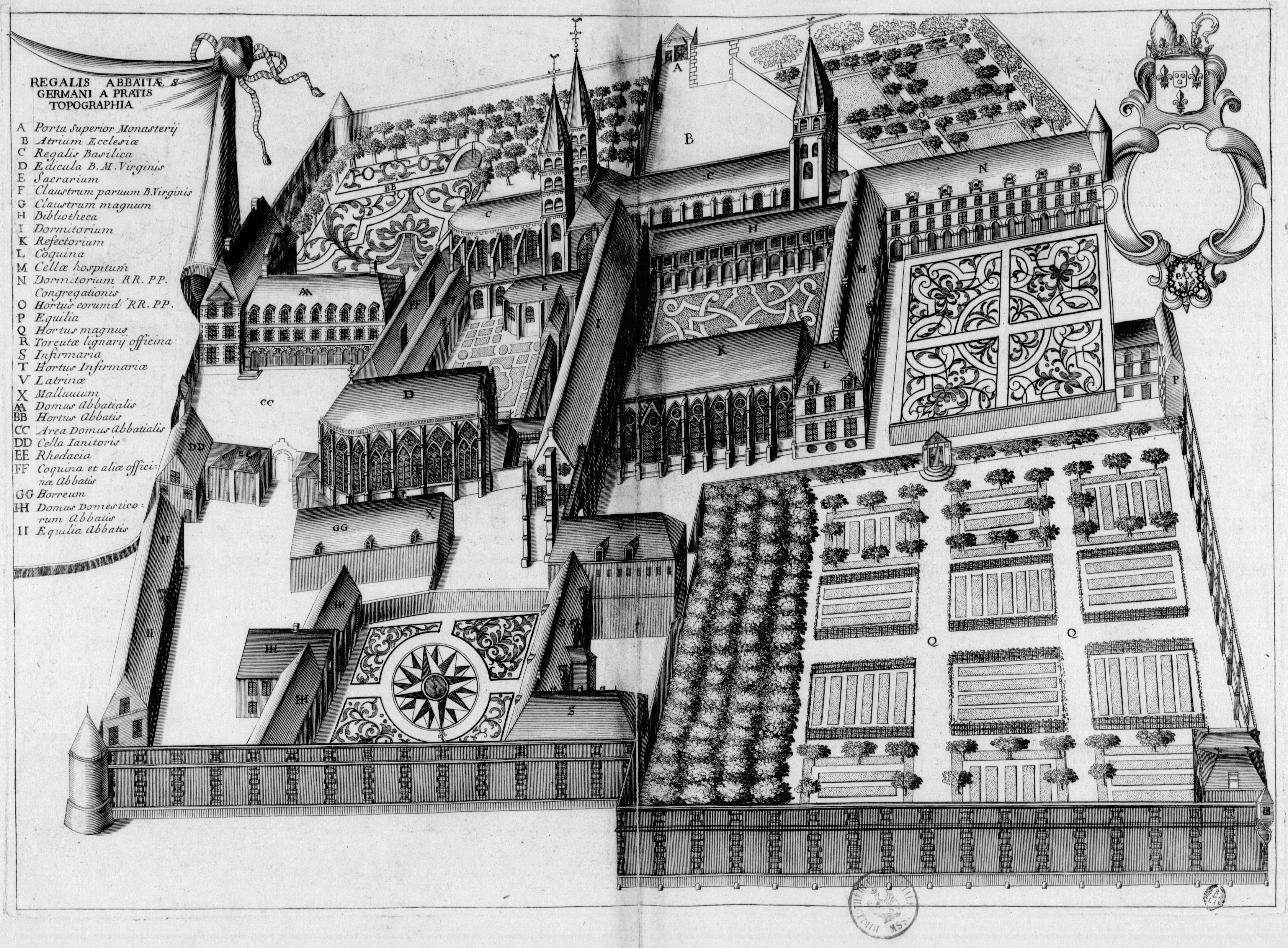
Abdij van Saint-Germain-des-Prés in het Monasticon Gallicanum

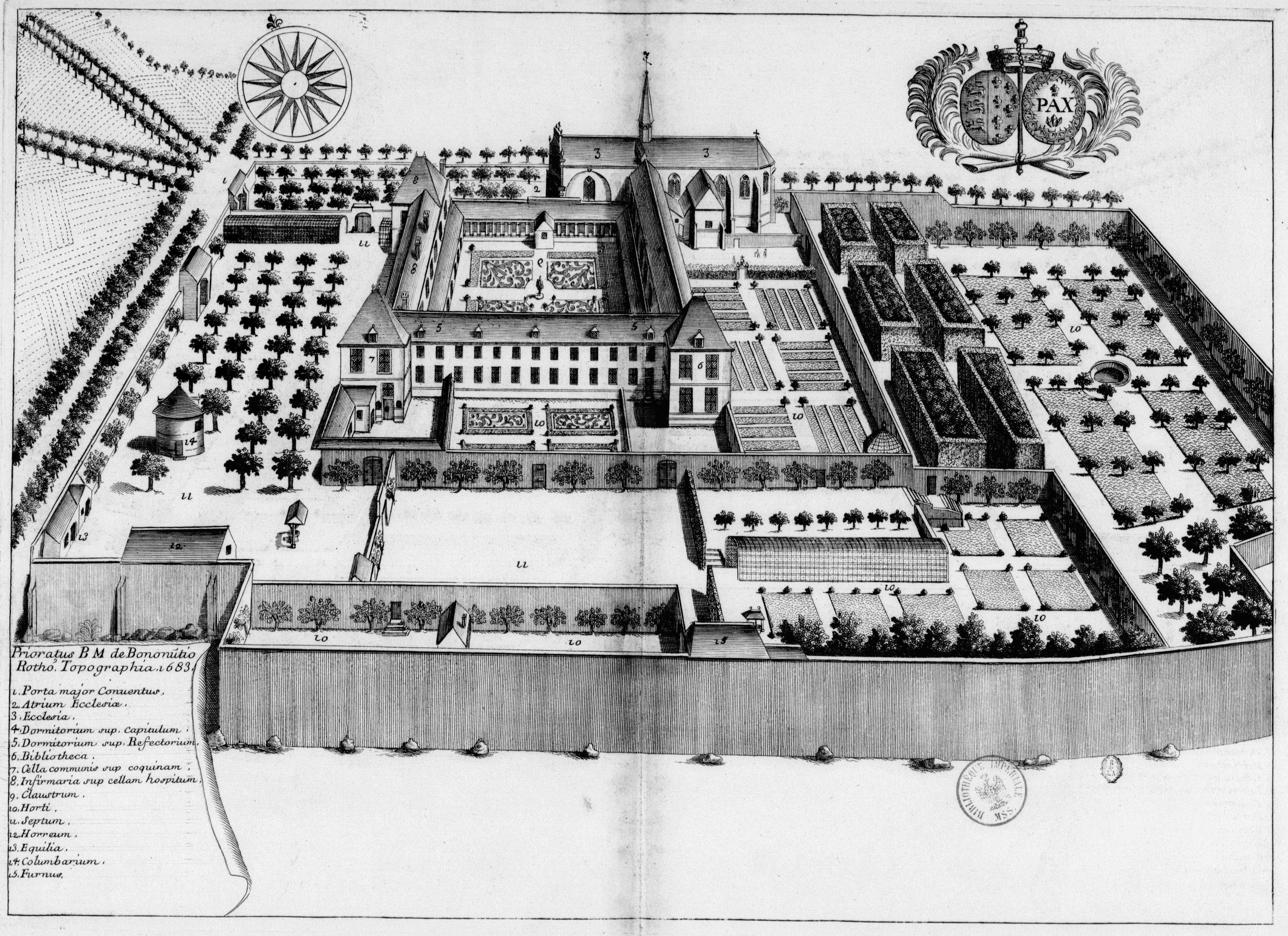
Priorij Notre-Dame-de-Bonne-Nouvelle in Rouen in het Monasticon Gallicanum

Monasticon Gallicanum is een verzameling van 168 etsen die een voorstelling in vogelvlucht geven van 147 kloosters van de mauristen in Frankrijk in het laatste kwart van de 17e eeuw. Het Monasticon Gallicanum bevat ook twee kaarten van de Franse benedictijner kloosters. Deze etsen werden gemaakt vanaf 1670 in opdracht van de maurist dom Michel Germain, maar ze werden pas uitgegeven vanaf 1870. De etsen zijn waardevol omdat ze kloosters weergeven die sindsdien deels of volledig zijn verdwenen.

## Creatie
De mauristen waren een congregatie binnen de benedictijner orde. Zij stonden bekend om hun intellectueel werk. Verschillende mauristen hadden al geschreven over de geschiedenis van benedictijner abdijen aangesloten bij de mauristen, maar dom Michel Germain (1645-1694) vatte in 1670 het plan op om een geïllustreerde historiografie samen te stellen van alle abdijen en priorijen aangesloten bij de mauristen. Dom Germain was een vriend en medewerker van historicus dom Jean Mabillon.
Vanaf 1675 begon dom Germain met het samenstellen van de teksten. Hij bestelde etsen bij verschillende graveurs. Toen hij stierf in 1694 waren alle etsen voltooid en ook de meeste teksten waren klaar, maar het kwam niet tot een publicatie. Sommige teksten werden wel individueel uitgegeven. De manuscripten raakten verstrooid en sommige raakten verloren. Van de afbeeldingen kwamen er verschillende gedeeltelijke uitgaven. De drukplaten van de afbeeldingen raakten verloren en de etsen raakten verspreid. Ze kwamen in collecties terecht waar ze werden vermengd met andere, gelijkaardige etsen.

## Eerste uitgave
De antiquair en verzamelaar Achille Peigné-Delacourt (1797-1881) zag het belang in van de etsen en vatte het plan op ze te bundelen en te verspreiden. In 1860 bracht hij een uitgave op de markt van de kloosters in de provincie Reims. Met de hulp van  Louis Courajod (1841-1896), een medewerker van de Bibliothèque Nationale de France (toen Bibliothèque Impériale), maakte hij een selectie van de oorspronkelijke etsen besteld door Michel Germain, waarbij andere afbeeldingen werden geweerd. Ze werden voor het eerst als geheel uitgegeven in twee delen in 1870-1871. Hierbij waren later aangebrachte stempels van verzamelaars verwijderd. De uitgave was op halve grootte van de bewaarde etsen maar alle details van de oorspronkelijke tekeningen bleven bewaard.